# 1.º Esquadrão de Aviões de Interceptação e Ataque
O 1.º Esquadrão de Aviões de Interceptação e Ataque (VF-1), o "Esquadrão Falcão", é a unidade da Aviação Naval Brasileira criada para voar aeronaves de asa fixa em porta-aviões da Marinha do Brasil (MB). A desmobilização do porta-aviões São Paulo (A-12) em 2017, após mais de uma década inoperante, limita o esquadrão a decolar de pistas em terra, especialmente da sua base em São Pedro da Aldeia, Rio de Janeiro. Desde sua criação ele opera aviões de ataque McDonnell Douglas A-4 Skyhawk, originalmente designados AF-1 (monolugar) e AF-1A (bilugar), modernizados em 2015–2022 para o padrão AF-1B e AF-1C. O VF-1 e a Força Aérea Argentina são os últimos usuários militares desse avião.
Sua criação em 1998 significou o retorno da aviação de asa fixa à Marinha do Brasil, que estava proibida, por oposição da Força Aérea Brasileira (FAB), desde o "corolário Castelo Branco" de 1965. Desde então as relações com a FAB melhoraram, e há treinamentos conjuntos frequentes. O anseio da Marinha era por um caça de defesa aérea da Esquadra e apoio aéreo aproximado ao Corpo de Fuzileiros Navais. O avião escolhido, o Skyhawk, data dos anos 1950 e não foi projetado como caça/interceptador, embora possa usar mísseis ar-ar. O lote de 23 unidades obtidas do Kuwait foi uma "compra de oportunidade", na expectativa de preparar os pilotos até a chegada de um modelo mais moderno.
Os investimentos exigidos no pessoal e infraestrutura foram pesados. Os pilotos, denominados “caçadores”, demoram quase quatro anos para formar, incluindo períodos na Força Aérea e Marinha dos Estados Unidos. O esquadrão operou no porta-aviões Minas Gerais (A-11) e seu sucessor, o São Paulo, mas tanto o navio quanto os jatos sofreram sérios problemas de indisponibilidade. Além de difíceis de manter, os aviões eram defasados: não há armamentos modernos como bombas inteligentes, mísseis ar-ar para além do alcance visual e mísseis antinavio, e tampouco aviões de reabastecimento em voo e alerta aéreo antecipado.
A frota original foi gradualmente retirada de serviço, restando apenas seis aeronaves modernizadas pela Embraer a partir de um contrato em 2009. A vida útil esperada é até 2030, e seus sucessores estudados pela Marinha são o Gripen NG, também escolhido pela FAB, ou o F/A-18 Hornet. Entretanto, se o esquadrão tornar-se como qualquer outra unidade de caça baseada em terra, pode surgir um argumento pela sua desativação. A modernização legou ao esquadrão a variante mais avançada já desenvolvida do Skyhawk, com sensores e instrumentos digitais modernos, mas a compra de armamentos ficou apenas na fase de estudos. A Marinha ainda valoriza essas aeronaves no esclarecimento marítimo, pois elas podem alcançar o limite da zona econômica exclusiva em 30 minutos e, com seu novo radar, identificar alvos navais a 160 quilômetros de distância. O VF-1 ainda envia jatos para exercícios em todo o país.

## Criação

### Demanda por caças

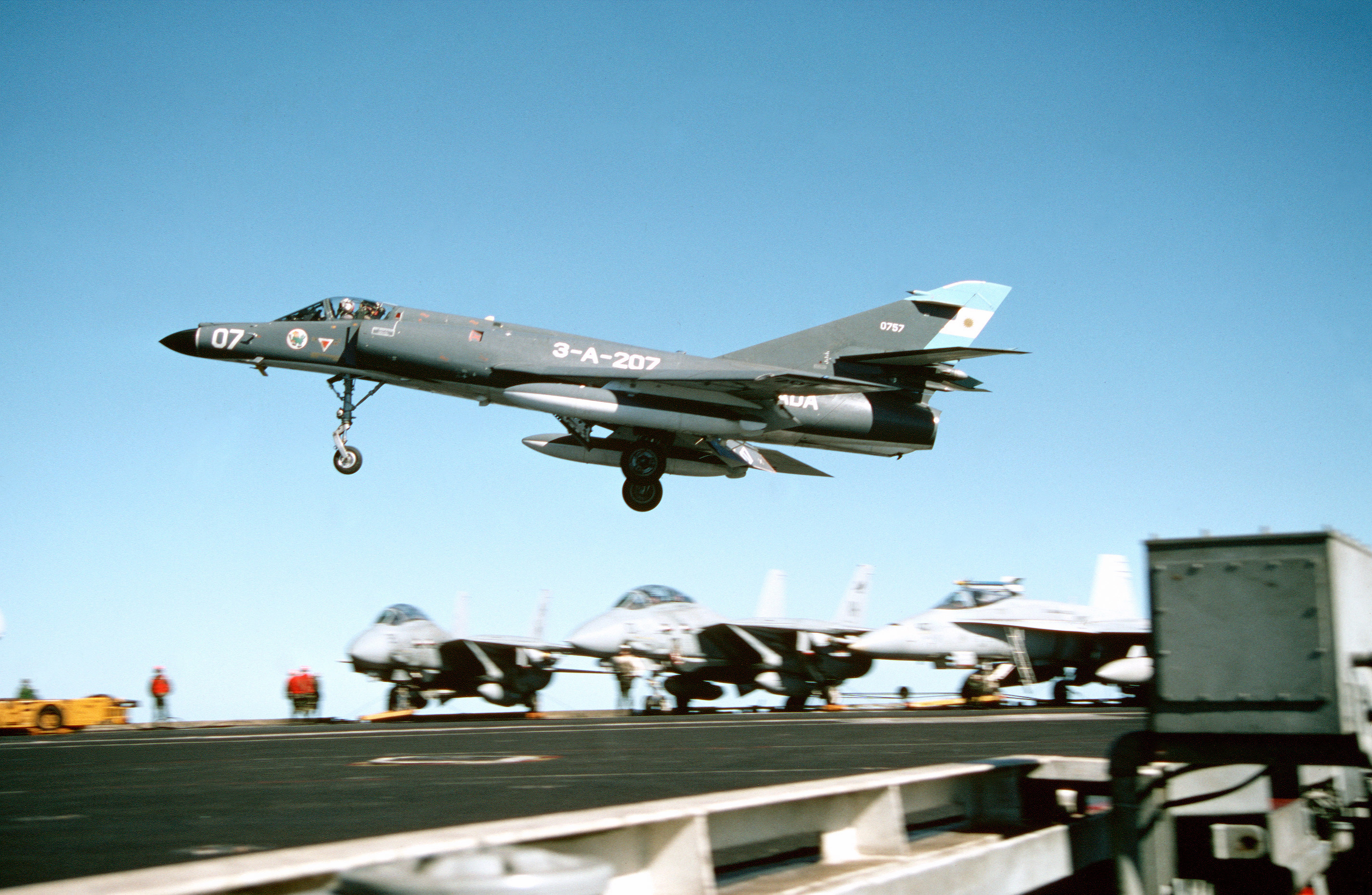
Super Étendard da Aviação Naval Argentina, modelo usado na Guerra das Malvinas, no convés de um porta-aviões americano

A observação da Guerra das Malvinas, travada em 1982 entre a Argentina e o Reino Unido, fez a Marinha do Brasil perceber sua fraqueza num hipotético conflito no Atlântico Sul.:180 Aeronaves argentinas afundaram ou danificaram vários navios britânicos com mísseis antinavio e bombas, e só não fizeram mais dano devido às baixas pesadas que sofreram para as aeronaves britânicas com mísseis ar-ar. Os porta-aviões, ao oferecerem superioridade aérea e projeção de poder sobre terra e mar, confirmaram sua importância no núcleo das frotas. O Brasil tinha o porta-aviões Minas Gerais, adquirido em 1956, mas sua função era a guerra antissubmarino; ele não tinha o porte e capacidades ideais para operar jatos.:176-177
Oficiais em posições acadêmicas nos anos 80, rompendo com esse paradigma, passaram a defender uma frota com projeção de poder, dotada de seus próprios caças.:181 Ainda antes da guerra, na virada dos anos 70 a 80, já havia um entendimento entre a FAB e Marinha para a compra de 14 A-4 Skyhawks usados, a ser operados pela FAB, mas a proposta foi vetada pelo Ministério do Planejamento. Logo após a guerra, em 1983 o ministro da Marinha Maximiano Eduardo da Silva Fonseca apresentou uma exposição de motivos para a compra de 12 Skyhawks ao presidente João Figueiredo.:133 O vendedor seria Israel ou o Kuwait.:111 Mas não havia condições financeiras e políticas para a compra.:216 Entre outros questões, a compra complementaria a incorporação de um novo porta-aviões, mas o Minas Gerais precisaria ser reformado para operar os aviões provisoriamente. Como o navio acabara de passar por uma modernização, a reforma seria considerada cara, e o plano foi abandonado em outubro de 1984.:111 Outra possibilidade, o desenvolvimento de uma versão embarcada do avião de ataque AMX A-1 da Alenia/Aermacchi/Embraer, chegou a ser anunciada, mas foi cancelada em 1985.:192
A década seguinte introduziu mais argumentos em favor de ter caças embarcados. Com o fim da Guerra Fria, a hipótese de emprego do Minas Gerais, defendendo o comércio marítimo contra os submarinos da União Soviética, não tinha mais lugar.:137 A ideia passava a ser uma “esquadra equilibrada”, com cobertura aérea para seus meios de superfície navegando distantes do litoral.:65 Argumentava-se também com base no desempenho da força naval em exercícios e no apoio aéreo a contingentes do Corpo de Fuzileiros Navais enviados a missões de paz da Organização das Nações Unidas.:118 Aproximava-se o fim da vida útil dos aviões da FAB embarcados no Minas Gerais, e do próprio porta-aviões, abrindo uma oportunidade à Marinha. A Aeronáutica não tinha previsão de substituto para seus P-16 Tracker de patrulha marítima, organizados no 1.º Grupo de Aviação Embarcada (GAE). Ela estava num dos piores momentos de sua história e tinha prioridades maiores, como o SIVAM.:210-211 Na ausência do 1.º GAE, o Minas Gerais foi reduzido ao papel de porta-helicópteros.:20

### Escolha do A-4

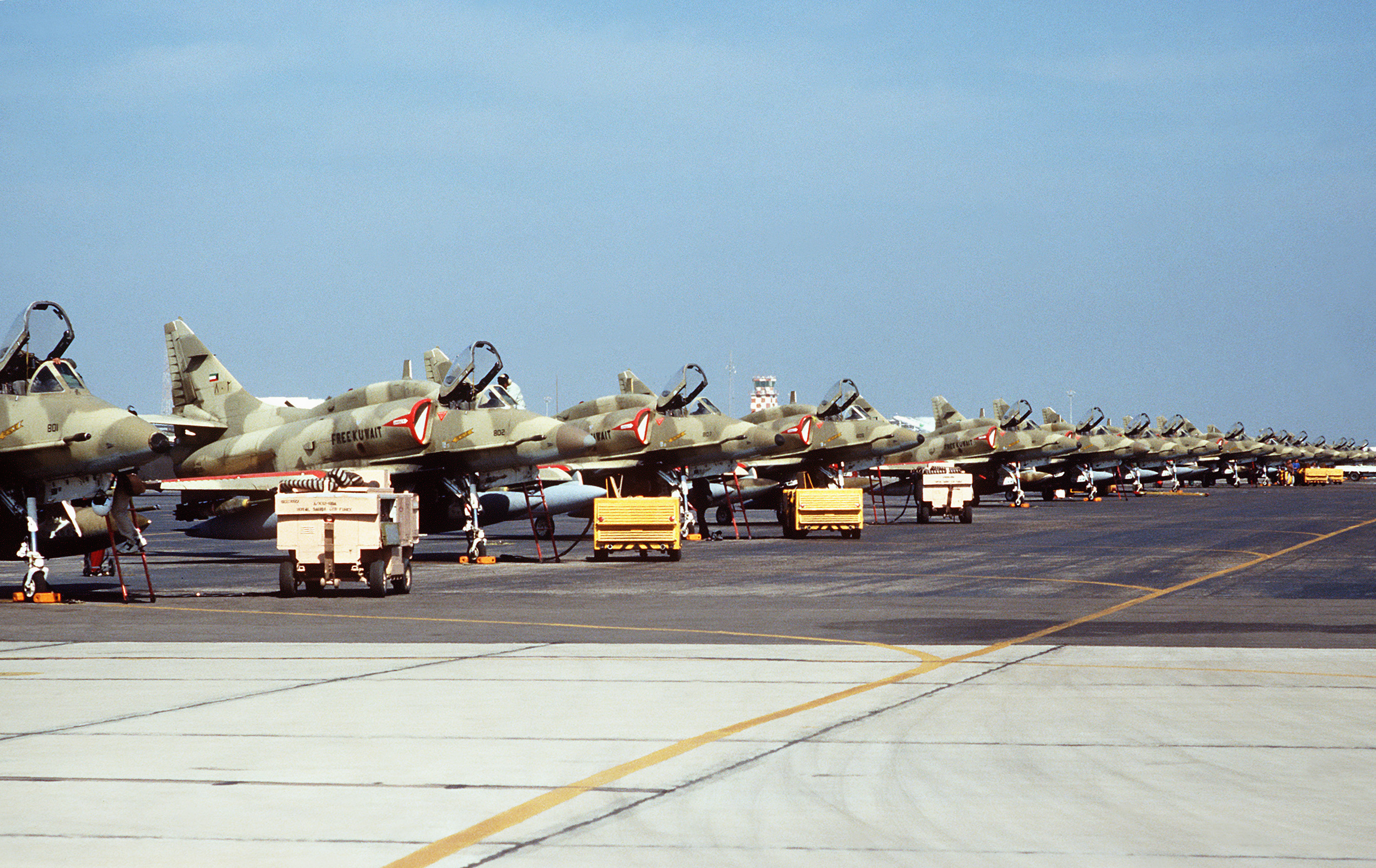
A-4KUs da Força Aérea do Kuwait

A Marinha decidiu obter diretamente um lote de interceptadores em vez do caminho mais lento, que seria primeiro adquirir aviões de instrução.:120 O modelo escolhido precisaria de compatibilidade com o Minas Gerais:22 e equivalência ao Super Étendard da Armada Argentina.:206 As opções consideradas foram o próprio Étendard, o A-4 Skyhawk, o Vought A-7 Corsair II e o British Aerospace Harrier. O Corsair era muito pesado para o Minas Gerais, enquanto o Étendard e Harrier tinham custos elevados. O Skyhawk foi escolhido como “compra de oportunidade”,:120 aproveitando a oferta de modelos aposentados da Força Aérea do Kuwait com muitas peças sobressalentes e boa condição: uma média de 1 700 horas de voo, sem as desgastantes operações embarcadas,:68 e, graças às condições desérticas, pouca corrosão. Um argumento contrário era que os aviões obsoletos acabariam inutilizados pela falta de apoio logístico.:206
O Skyhawk é um jato americano conhecido por seu serviço na Guerra do Vietnã, nos anos 1960,:cap 3 na qual decolava dos porta-aviões da Marinha dos Estados Unidos para bombardear alvos terrestres. A interceptação das aeronaves inimigas ficava a cargo do F-4 Phantom II.:6 O A-4 foi projetado como bombardeiro.:cap. 3 Aviões de ataque como ele têm diferenças cruciais em relação aos interceptadores dedicados como o F-4. O avião de ataque tem boa manobrabilidade, mas sua carga transportada externamente tem elevado arrasto, criando problemas aerodinâmicos e dificultando a obtenção de uma velocidade supersônica. Já o interceptador precisa justamente dessa velocidade para cumprir sua função, além de voar em altitudes maiores.:272 O Skyhawk é subsônico, mas pode ultrapassar a velocidade do som em mergulho. Para o almirante Armando Amorim Vidigal, o Skyhawk não é ideal para a função atribuída pela MB, e o correto teria sido comprar interceptadores e aeronaves de alarme aéreo antecipado. Entretanto, era improvável que esses aviões conseguissem operar no Minas Gerais.:120 Em 2000, um artigo na Revista Marítima Brasileira sugeriu que o sucessor do Skyhawk fosse uma aeronave de múltiplo emprego, conciliando as características de ataque e interceptação, como já era tendência nos Estados Unidos.:274
Por outro lado, a própria Marinha dos EUA reconheceu as possibilidades do Skyhawk como caça, designando alguns para a defesa aérea de porta-aviões. Seus Skyhawks em missões de bombardeio acabaram entrando em combate aéreo com caças MiG,:cap. 3 e após a guerra eles simularam MiGs adversários nos treinamentos. Por seu baixo custo e manutenção relativamente barata, grandes números foram exportados a outros países, onde, configurados com peso leve, podiam servir de caças em porta-aviões pequenos.:7 Austrália e Argentina operaram Skyhawks de porta-aviões da mesma classe do Minas Gerais.:120 A estrutura forte dessa aeronave para as operações embarcadas garantiu longevidade em serviço.:7 Os Skyhawks da Força Aérea e Aviação Naval da Argentina foram as aeronaves de maior sucesso nos ataques a navio durante a Guerra das Malvinas, mas amargaram baixas pesadas. A maioria de seus voos foi feita de bases em terra, pois o porta-aviões ARA Veinticinco de Mayo foi retirado da zona de operações após o afundamento do ARA General Belgrano por um submarino.:cap. 5
Tecnologicamente, o A-4 Skyhawk entrou em serviço em 1956 e era equivalente aos caças de duas gerações antes do F/A-18 Hornet, avião de múltiplo emprego que, nos anos 90, substituía o A-6 como avião de ataque da Marinha dos EUA.:273 Na mesma década, a Força Aérea Argentina adquiriu Skyhawks modernizados (Lockheed Martin A-4AR).:cap. 4 Após a Guerra do Golfo em 1990–1991, o Kuwait substituiu seus Skyhawks pelo F/A-18 Hornet. Os A-4 kuwaitianos haviam sido comprados em 1974, juntamente com caças Mirage F1, e combateram na guerra. À época, eram avançados dentro da família do Skyhawk, mas ao final dos anos 2000 a defasagem em relação aos caças modernos de múltiplo propósito era nítida. Os Skyhawks brasileiros seriam os últimos do mundo a decolar de porta-aviões e, juntamente com os A-4AR argentinos, os últimos Skyhawks em serviço militar no mundo. No Brasil, podem ser considerados os únicos caças operados fora da FAB.

### Fatores políticos

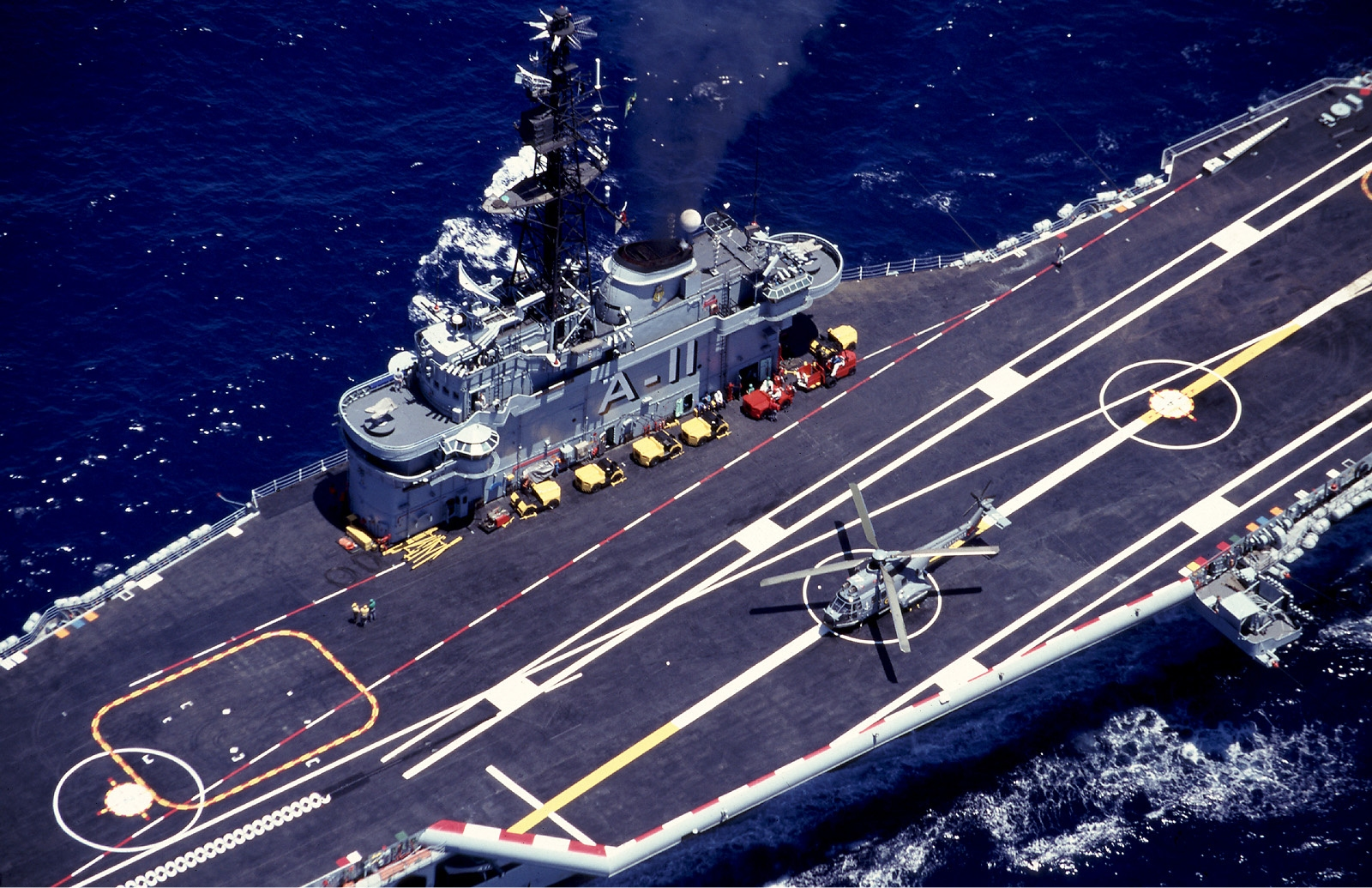
NAeL Minas Gerais em 1996, nos seus últimos anos

Antes de qualquer mudança na lei, em 1994 a Marinha enviou oficiais para se formarem no exterior como pilotos de avião. Em seguida, em setembro de 1996 o ministro da Marinha Mauro César Rodrigues Pereira apresentou sua exposição de motivos para a compra das aeronaves.:21 Entretanto, a ambição da Marinha esbarrava na proibição legal de ter aeronaves de asa fixa. Sua disputa acirrada com a Aeronáutica pela aviação embarcada havia concluído em 1965: um decreto restringiu sua Aviação Naval aos helicópteros, desapontando o oficialato naval. Três décadas depois, eles retornaram à mesma pauta.:41
O ministro Mauro César teria como obstáculos internos a FAB, Exército e a área econômica do governo de Fernando Henrique Cardoso, e externamente, a desconfiança argentina.:cap. 1 A Armada Argentina tornou-se aliada, pois já desenvolvia boas relações com a MB e, após desativar seu porta-aviões em 1997, pretendia manter sua aviação naval funcionando. Os argentinos, e não a FAB, ajudaram a treinar os pilotos da MB nesse período. Dois oficiais argentinos integraram a comitiva brasileira no Kuwait,:97 e um A-4Q da Aviação Naval Argentina foi usado para testes a bordo do Minas Gerais.:cap. 1
Os treinamentos na Argentina e Uruguai não haviam sido negociados como parte da política externa de seus respectivos países, mas por canais independentes de comunicação entre os militares.:118 O ministro da Aeronáutica Lélio Viana Lobo declarou ter tomado conhecimento do treinamento por “vias transversas”.:98 Os recursos para a compra vieram pela própria Marinha através do Fundo Naval.:215 A Comissão Naval de Londres começou a preparar o contrato após a Marinha receber a oferta dos A-4, em junho de 1997.:210 O processo revelava uma autonomia de cada uma das Armas entre si e em relação ao governo,:155 e essa falta de consenso impelia o governo a aumentar seu controle político sobre os militares, contribuindo à criação da Política de Defesa Nacional (PDN) em 1996.:118 Em 1997 o jornalista Antônio Carlos Pereira, do Estado de S. Paulo, acusou a Marinha de ter apresentado a compra ao presidente como um fato consumado e de subverter a PND e a cooperação interarmas.:155 Segundo o aviador naval Pedro Lynch, o almirante Mauro César tinha desde 1997 a autorização de Fernando Henrique Cardoso para realizar a compra.:215
A Carta de Intenção para a compra foi assinada pelos respectivos governos em 19 de dezembro de 1997.:21 A recepção não foi unânime nas Forças Armadas. O ministro da Aeronáutica disse ter ficado surpreso. Para o ministro do Exército Zenildo de Lucena, os Skyhawks eram “porcarias”.:98 A polêmica veio à tona. A Aeronáutica insistia no seu monopólio da defesa do espaço aéreo, e na própria Marinha havia dissidência, pois os recursos eram escassos e o investimento ocorreria às custas do programa do submarino nuclear, prioridade até então. Os defensores da compra tinham argumentos doutrinários a seu favor, pois o Brasil era o único país no mundo com um arranjo misto (marinha e força aérea) em porta-aviões.:21 A Folha de S. Paulo relatou em janeiro de 1998 que somente uma minoria mais velha dentro da FAB defendia uma Aeronáutica “indivisível”, e a transferência da aviação embarcada à Marinha traria uma economia para a FAB.:219 Fernando Henrique Cardoso interveio a favor da Marinha e em 8 de abril de 1998 editou um decreto revogando a proibição às asas fixas na Aviação Naval.:21 Ao aumentar salários militares e financiar a modernização tecnológica, incluindo os jatos, o presidente procurava abrir o caminho para o aumento do controle.:41 Para a Marinha em específico, buscou aplacar um pouco as demandas da Arma, que tinha a menor influência das três.:221

### Recepção do A-4
O acordo da aquisição foi assinado em 30 de abril de 1998. Em setembro chegaram ao Brasil 20 aviões A-4KU monoplace (monoposto) e três TA-4KU biplace (biposto), designados pela Marinha como AF-1 e AF-1A.:21 Ao desembarcar, ainda possuíam a camuflagem de deserto, a escrita Free Kuwait, areia do deserto dentro da estrutura e até impactos de bala em alguns.:65 Os AF-1 receberam matrículas de N-1001 a N-1020, e os AF-1A, de N-1021 a N-1023. O padrão de camuflagem adotado no Brasil, com três tons de cinza, é baseado no esquema do Corpo de Fuzileiros Navais dos Estados Unidos. O 1.º Esquadrão de Aviões de Interceptação e Ataque, designado VF-1, conforme a nomenclatura americana, recebeu o código de rádio de “Falcão”.:68 Ele foi ativado em 2 de outubro de 1998, quando ainda não tinha condições de voo. A capacidade de operação embarcada teve que ser construída quase do zero.:cap. 4
O pacote, orçado em cerca de U$ 70 milhões de dólares, incluía também 19 motores, muitas outras peças sobressalentes, 219 mísseis ar-ar AIM-9H Sidewinder e outros armamentos,:cap. 4 além da revisão das aeronaves.:21 Elas exigiram investimentos pesados e a expansão da infraestrutura de manutenção e preparação de pilotos.:133 Em São Pedro da Aldeia a Marinha construiu mais um hangar e ampliou a pista de pouso da base da Aviação Naval.:22 Inicialmente havia uma carência de pessoal. 16 pilotos já haviam sido formados no exterior em 1994–1998, todos aviadores navais com experiência prévia em helicópteros, a maioria nos postos de primeiro tenente e capitão-tenente. A fase inicial havia sido no Uruguai, voando o T-34C Turbo Mentor, ou Argentina, com o Turbo Mentor e MB-326GB, seguida pelo Training Squadron No.7 (VT-7) da Marinha dos Estados Unidos. Após a compra dos jatos, as relações entre os serviços melhoraram e a Aeronáutica cooperou com o esquadrão,:223 oferecendo instrução de voo a partir de 1999.:23 Dessa forma, a formação inicial passou a ser feita inteiramente no Brasil.
A empresa americana Kay & Associates Inc. foi contratada para revisar o material (aeronaves, motores, sobressalentes e equipamento de apoio), treinar e capacitar os técnicos de manutenção e, mais tarde, preparar a transição dos pilotos para a operação embarcada, contratando dois oficiais aposentados da Marinha americana, ambos com experiência na operação do Skyhawk. Os primeiros voos foram em 2000, e o primeiro pouso enganchado de um AF-1 no Minas Gerais foi em 13 de janeiro de 2001. O primeiro lançamento via catapulta foi em 18 de janeiro, e naquele ano já começaram as operações regulares e de longa distância.:cap. 4 Os modelos biposto (AF-1A, depois AF-1C), comprados para o treinamento, não chegaram a ser usados para o treinamento embarcado devido ao seu maior peso e menor capacidade para combustível, que limitam o número de pousos.:cap. 4

### Novo porta-aviões

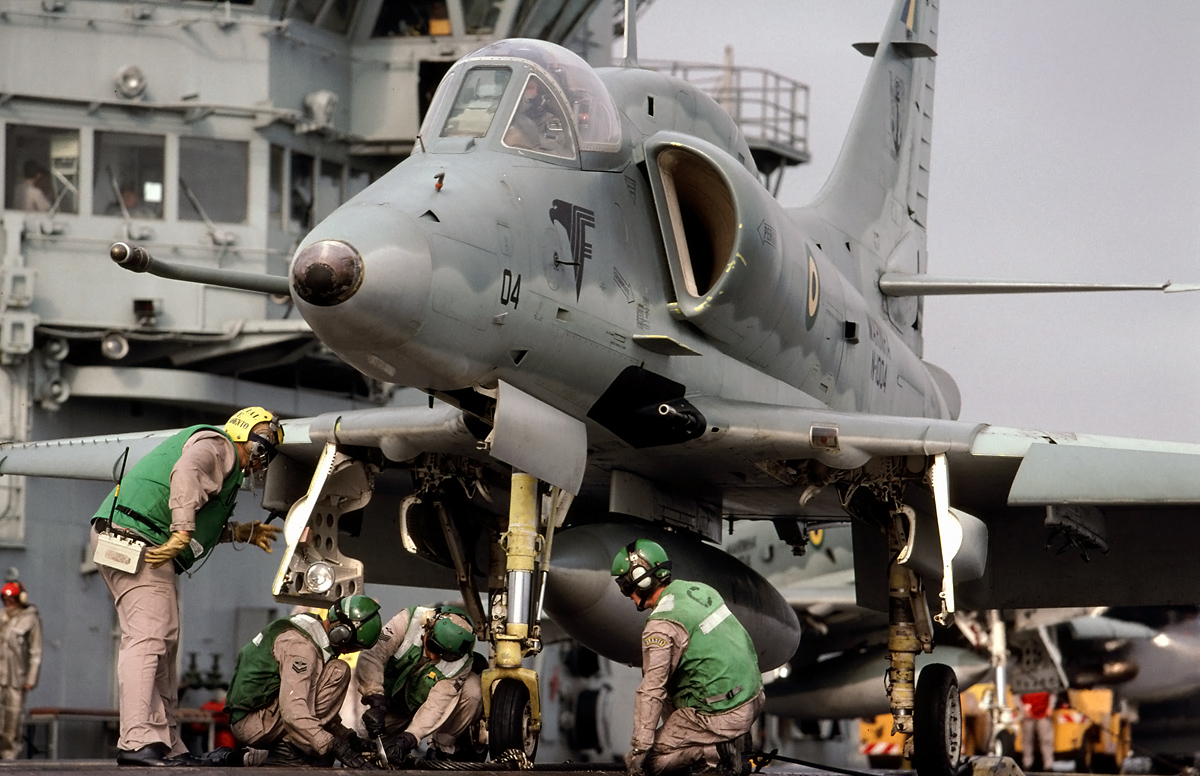
Preparo do Skyhawk embarcado no São Paulo

O esquadrão trazia implícito um possível novo porta-aviões.:21 A catapulta do Minas Gerais podia lançar um AF-1 em quaisquer condições de vento, mas devido à pequena superfície alar do Skyhawk, o pouso exigia 30 nós de vento relativo, com o navio aproando ao vento. Como a velocidade nominal do porta-aviões era de 24 nós, na prática muito menor, ele dependeria muito do vento natural. Somente as bases em terra ofereceriam pouso seguro, obrigando o Minas Gerais a navegar perto do litoral. Além disso, suas dimensões eram pequenas e arriscadas para o pouso de jatos de alta performance, pois ele era um porta-aviões projetado para as aeronaves da Segunda Guerra Mundial. Consequentemente, a Marinha substituiu o Minas Gerais pelo porta-aviões francês Foch, também antigo, porém mais moderno e espaçoso, com velocidade nominal de 32 nós e duas catapultas. Denominado São Paulo, foi incorporado à Esquadra em 2001.:121:cap. 1:92
A conquista do esquadrão e do porta-aviões foi recebida com euforia na Marinha, mas a imprensa criticou a obsolescência do material. A Marinha defendeu-se e encontrou apoio em parte da opinião pública, argumentando que o Foch havia sido reformado e os Skyhawks seriam um passo intermediário para a obtenção de aviões mais modernos.:218

## Estrutura e pessoal

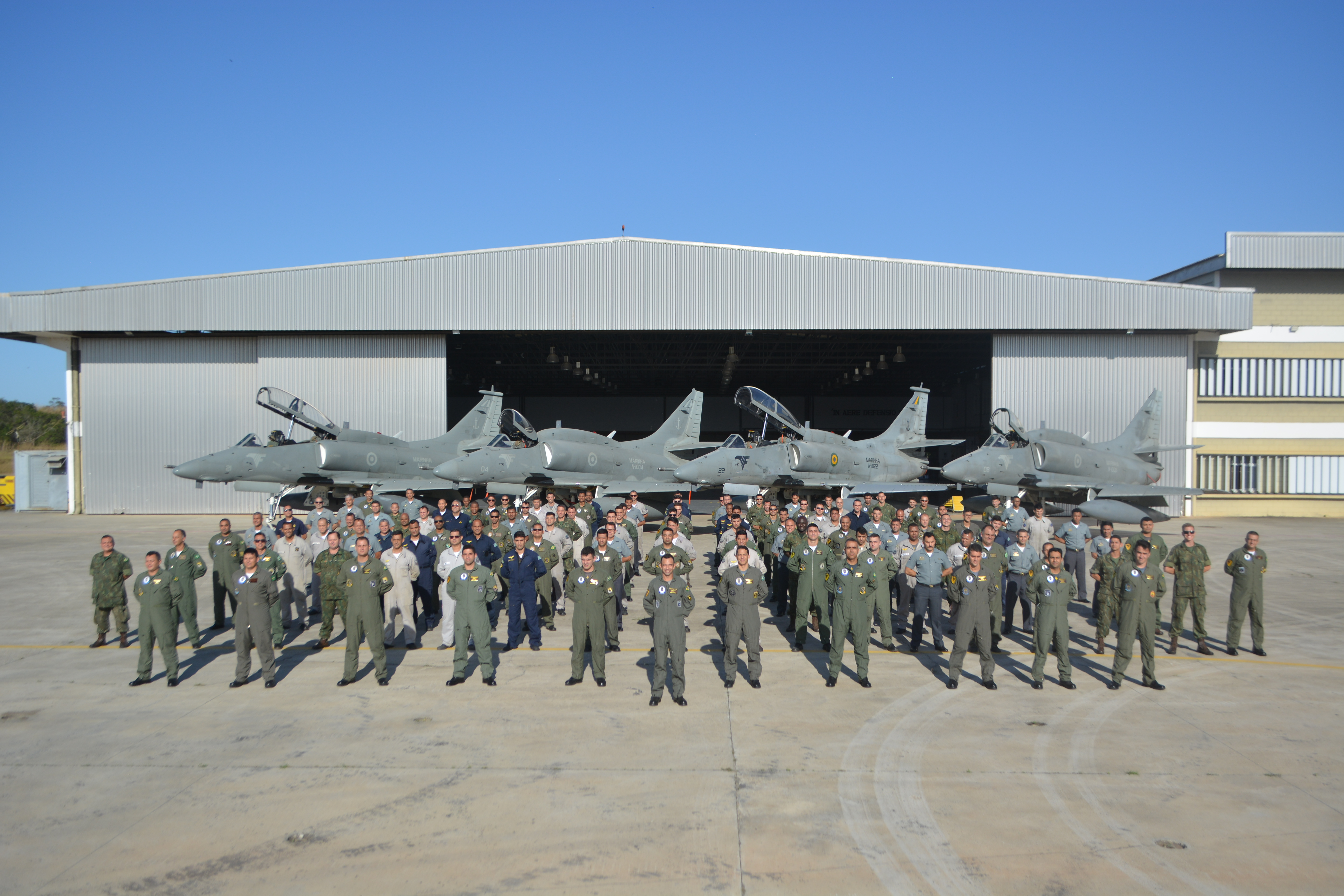
Efetivo e aeronaves do esquadrão

O esquadrão está sediado na Base Aérea Naval de São Pedro da Aldeia (BAeNSPA) e subordinado ao Comando da Força Aeronaval.:161 Seu comando é exercido por um capitão de fragata. A estrutura é típica de uma unidade de caça, com setores de Operações, Manutenção, Segurança de Voo e Administração. Suas instalações físicas cobrem 6 mil metros quadrados de área construída, com um prédio de dois andares, dois hangares e quatro Hangares de Linha de Voo. A manutenção de primeiro escalão ocorre dentro da unidade, e as de segundo e terceiro escalão, no Grupo Aeronaval de Manutenção. Empresas homologadas pela Diretoria de Aeronáutica da Marinha revisam itens específicos. Quando os Skyhawks foram comprados, nem o Brasil e nem a Argentina tinham como reparar seus componentes aviônicos complexos. A manutenção a nível de depósito dependia de enviar os itens às fábricas nos Estados Unidos.
O efetivo de pilotos era originalmente previsto em trinta,:24 mas só havia seis na ativa em 2022. Quase cem foram formados de 1998 até setembro de 2023. Cada um tem um longo processo de quase quatro anos de seleção, estudos e treinamento. Em comum com os demais aviadores navais, os “caçadores” do VF-1 são oficiais com um a três anos de experiência naval prévia. Oriundos do Corpo da Armada ou do Corpo de Fuzileiros Navais, todos entram na Aviação Naval através do curso teórico do Centro de Instrução e Adestramento Aeronaval (CIAAN), na BAeNSPA.

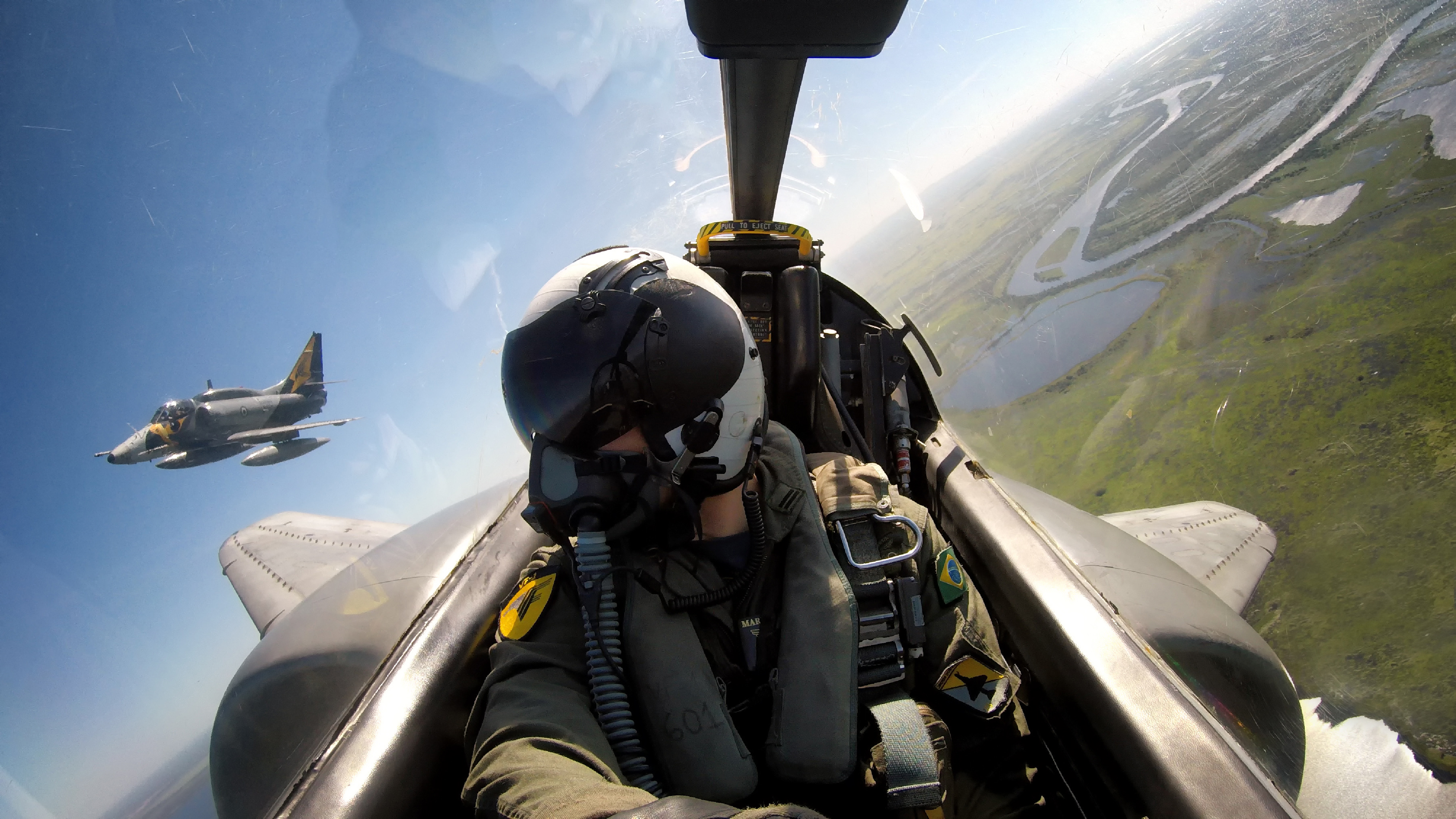
Piloto do VF-1 em voo

Dez dos 25 aviadores de cada turma (dependendo da oferta de vagas) são selecionados para voar em asas fixas na Academia da Força Aérea (AFA), em Pirassununga, de acordo com exames médico e psicotécnico e o Teste de Aptidão para Pilotagem Militar (Tapmil). Na AFA eles fazem o Estágio primário de aviação, pilotando aviões Neiva T-25. Dois a quatro dos aviadores são selecionados pelo Conselho de Avaliação do Desempenho de Pilotos de Asa Fixa (Capedaf), formado por oficiais do CIAAN e da AFA, para prosseguirem ao Estágio básico de asa fixa, pilotando o T-27 Tucano, enquanto os demais são aproveitados pela Marinha como pilotos de helicóptero. Os que permaneceram na AFA são novamente selecionados para prosseguir a habilitação nos Estados Unidos. Ali eles estudam o inglês, com ênfase na técnica de voo, no Defense Language Institute [en]; a sobrevivência no mar na Estação Aeronaval de Pensacola; e o treinamento teórico e prático, pilotando o T-45 Goshawk [en], na Estação Aeronaval de Kingsville [en], incluindo o pouso em um porta-aviões da Marinha dos Estados Unidos.:170
Ao retornar ao Brasil, os pilotos fazem a ground school, o treinamento em simulador de voo e a transição para a aeronave. Os pilotos passam pelos estágios básico (pré-solo, voo solo, regras de voo por instrumentos e formatura básica e tática) e operacional (interceptação, ataque a alvos terrestres e marítimos, combate aéreo, apoio aéreo aproximado e reabastecimento em voo). A FAB colabora com seus KC-130M no reabastecimento em voo, e os caçadores da Marinha realizam intercâmbio, voando nos seus Super Tucano. Ao finalmente ser incorporado à unidade aérea, o piloto ingressa na “Ordem dos Falcões” e recebe um número de identificação em ordem crescente desde o “Falcão 1”, o capitão de fragata Carlos Augusto Andrade Marcondes. Alguns dos oficiais são selecionados para o Curso de Especialização Operacional na Aviação de Caça (CEO-CA) da FAB, que foi concluído por 15 aviadores navais de 1999 a 2023. Para manter a qualificação, cada piloto precisa de um mínimo de horas de voo anuais (100 em 2013).

## Condição das aeronaves

### Atrito inicial da frota

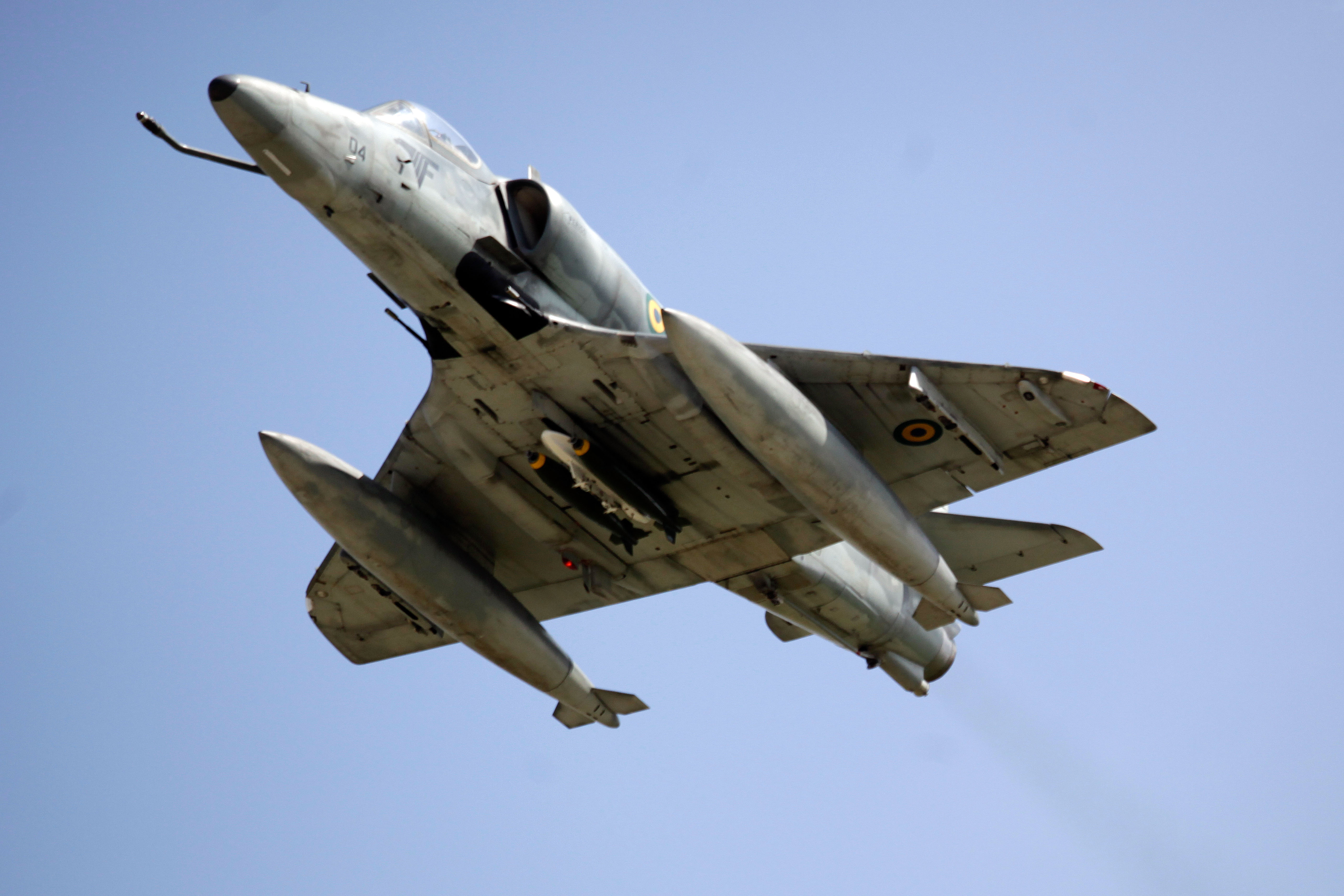
AF-1 armado com bombas burras Mk 82

Em seus primeiros anos o esquadrão operou de forma consistente, concentrado na formação de uma massa crítica de pilotos. O São Paulo operou sem interrupções de 2001 e 2005 e a partir de então sofreu diversos problemas, incluindo acidentes fatais, passou por prolongados períodos de manutenção:95 e foi por fim oficialmente  desmobilizado em 2017. O VF-1 operou embarcado até maio de 2004. Em toda sua história operacional no Brasil, o São Paulo fez menos de seiscentos lançamentos de Skyhawks. Em seu auge em 2003, não mais que meia dúzia de jatos estiveram embarcados ao mesmo tempo, embora o navio tivesse capacidade para dezoito.:cap. 24
A modernização dos AF-1 foi prevista no Plano de Reaparelhamento da Marinha elaborado em 2003, mas postergada por falta de recursos.:95 Assim como o porta-aviões, os jatos revelaram sua idade: as peças de reposição eram custosas e difíceis de obter e o suporte de manutenção de motores não existia no Brasil. A disponibilidade para voo foi baixa e as horas de voo diminuíram com o tempo. Para manter alguns jatos funcionando, outros foram desativados e tiveram peças canibalizadas. A frota disponível paulatinamente encolheu. Em 2008, com todos os meios da Marinha em situação crítica, apenas dois dos aviões tinham condições de voar. Em dezembro desse ano, um contrato de U$ 5 milhões foi assinado com a Israel Aerospace Industries para a recuperação de dez motores. O Plano de Equipamento e Articulação da Marinha do Brasil (PAEMB) de 2009 previu a modernização de doze aeronaves de interceptação e ataque e a compra de mais 48. O primeiro item materializou-se em dois contratos assinados em abril do mesmo ano entre a Embraer e a Diretoria de Aeronáutica da Marinha, respectivamente de R$ 106 milhões e U$ 93 milhões.:95-96 Nesse ponto a frota já havia sofrido o atrito de metade dos 23 jatos originais.
Os mísseis ar-ar AIM-9H recebidos na compra original foram disparados pela primeira vez em 2009. Nos anos seguintes, expiraram e não foram repostos.:70 Em 2024, já não constavam mais no arsenal da Aviaçao Naval. Os demais armamentos são canhões internos de 20 mm, bombas da família Mk (Mk 81, Mk 82, Mk 83 e Mk 84) e variantes e foguetes.

### Programa de modernização

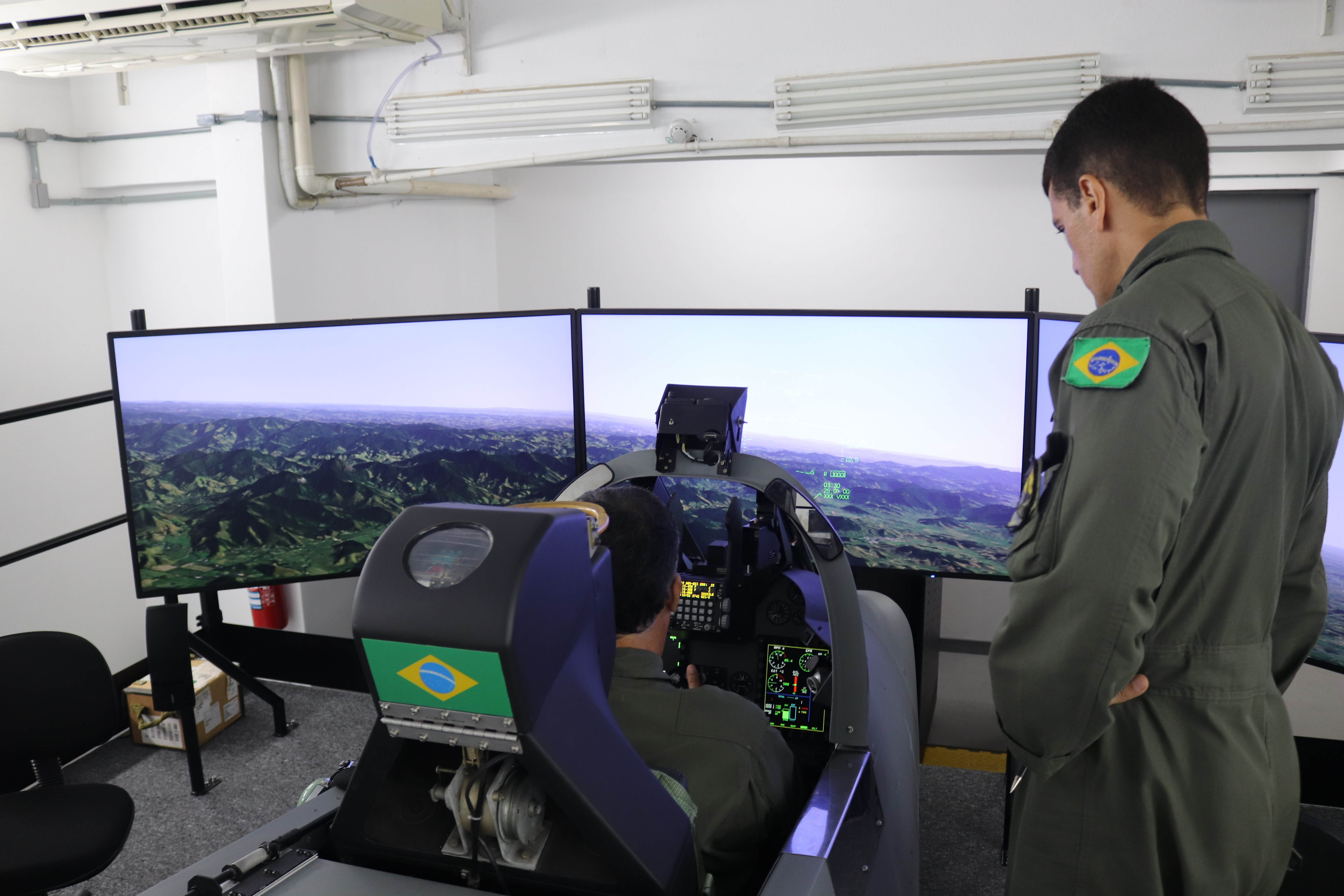
Simulador de voo do Skyhawk modernizado

A modernização dos aviões estava ligada à ideia de modernização e reativação do São Paulo,:130 numa lógica de recuperação de equipamentos defasados ou desativados devido às restrições orçamentárias.:83 A ideia era manter os Skyhawks voando até 2025, quando a Marinha receberia um novo porta-aviões e um novo modelo de caça, provavelmente uma versão naval do Gripen NG sueco, também escolhido pela FAB como parte de seu Projeto FX-2,:cap. 14 aproveitando a comunalidade.:80 Em novembro de 2011, um relatório sigiloso do Ministério da Defesa registrou 100% de indisponibilidade no VF-1, em meio a altas taxas de indisponibilidade nas Forças Armadas como um todo. O esquadrão voltou a voar em março de 2012. Em 2014 três jatos operavam no esquadrão, sete estavam em modernização nas instalações da Embraer em Gavião Peixoto, quatro aguardavam o envio, oito estavam por definir, um estava embarcado no São Paulo como mock-up e um servia de monumento em São Pedro da Aldeia. Alguns dos pilotos estavam em intercâmbio em outros esquadrões de aviação.
O programa, conduzido pela Embraer e a Marinha com o apoio da indústria bélica de Israel, era focado na substituição dos sensores analógicos por digitais. As versões modernizadas, denominadas AF-1B (monoposto) e AF-1C (biposto) pela Marinha e AF-1M pela Embraer, receberam novidades significativas: glass cockpit da AEL Sistemas, controles hands-on-throttle-and-stick [en] (HOTAS), radar EL/M-2032 da Elta Systems [en], receptor do alerta de radar da Elbit Systems, computador principal para cálculos de navegação e balística, rádios Rohde & Schwarz M3AR, comuns à FAB, entre outras. O vetor aéreo passou a ter o estado da arte em aviônica e sistemas embarcados, proporcionando aos pilotos a percepção situacional e familiaridade com os sistemas dos aviões de combate modernos.

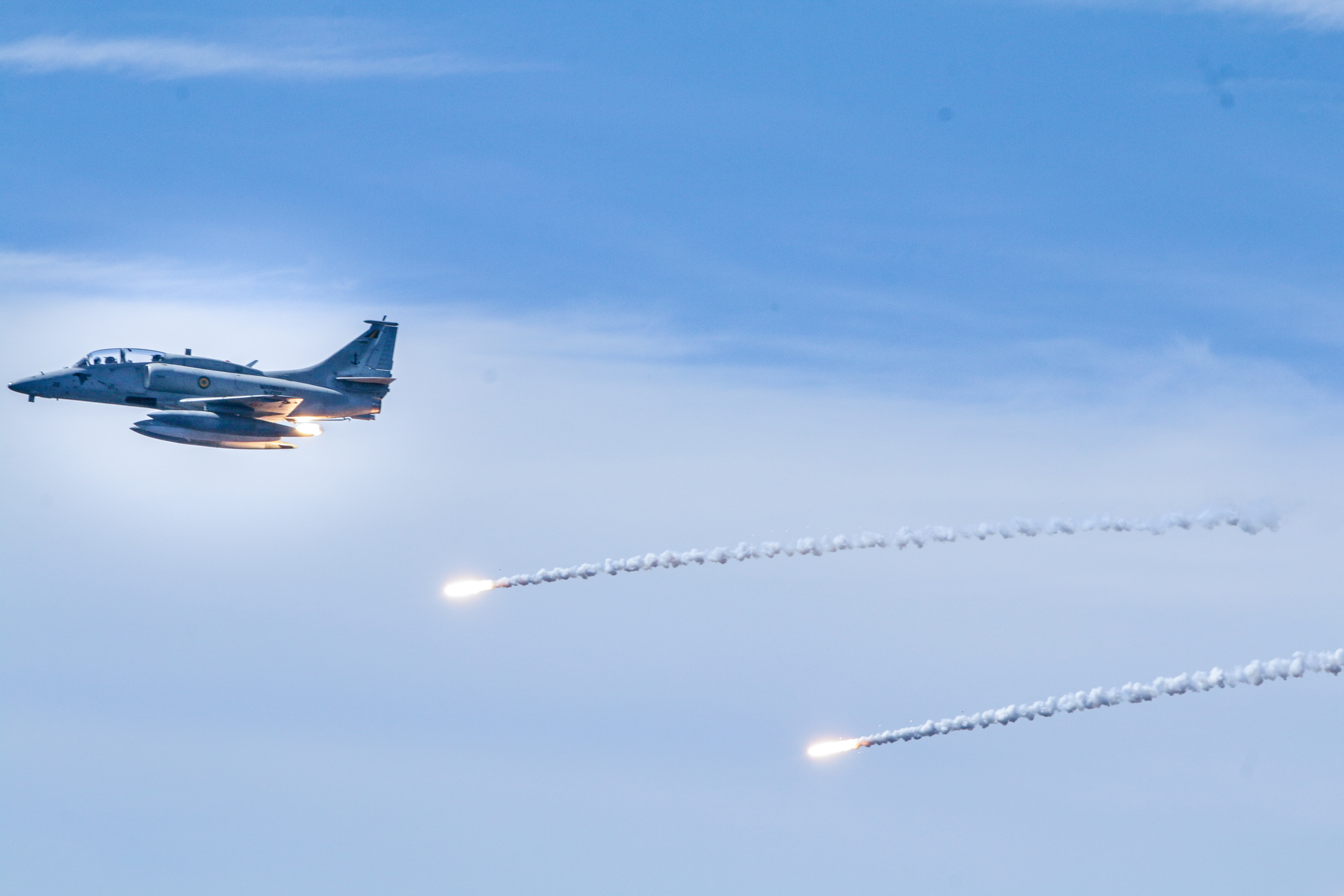
Skyhawk modernizado lançando flares

O novo radar permitiria a interceptação com mísseis ar-ar além do alcance visual (BVR, beyond visual range). A Marinha estudou diversos novos mísseis, como o Derby BVR; o Sidewinder AIM-9X Block I, MAA-1B Piranha, A-Darter ou Python, para ar-ar a alcance menor; e o AGM-84 Harpoon, AM 39 (versão do Exocet), ou uma versão ar-superfície do MAN-1, de produção nacional, contra navios; um Skyhawk com mísseis Python e Derby teria poder considerável em combate. Além dos mísseis, bombas inteligentes poderiam ser compradas junto com sistemas de guiagem modernos. Uma lista de documentos desclassificados incluiu um com título "Planos e Operações estratégicas. Integração do míssil Harpoon para as aeronaves modernizadas AF-1/1A. Ofício nº 310/DAerM, de 13 de setembro de 2013", e outro sobre o mesmo tema. A FAB já tem esse míssil nos seus estoques, e a Marinha americana já testou sua integração ao Skyhawk em 1982. O conteúdo dos documentos não foi revelado e não há confirmação de que a integração tenha sido concluída.
Essa foi a última modernização na história do Skyhawk, e o resultado, referido como a variante mais avançada desse avião já desenvolvida. Ainda assim, não foi comprado nenhum armamento moderno, e os novos sistemas apenas dão maior eficácia aos armamentos antigos.

### Horizonte de serviço

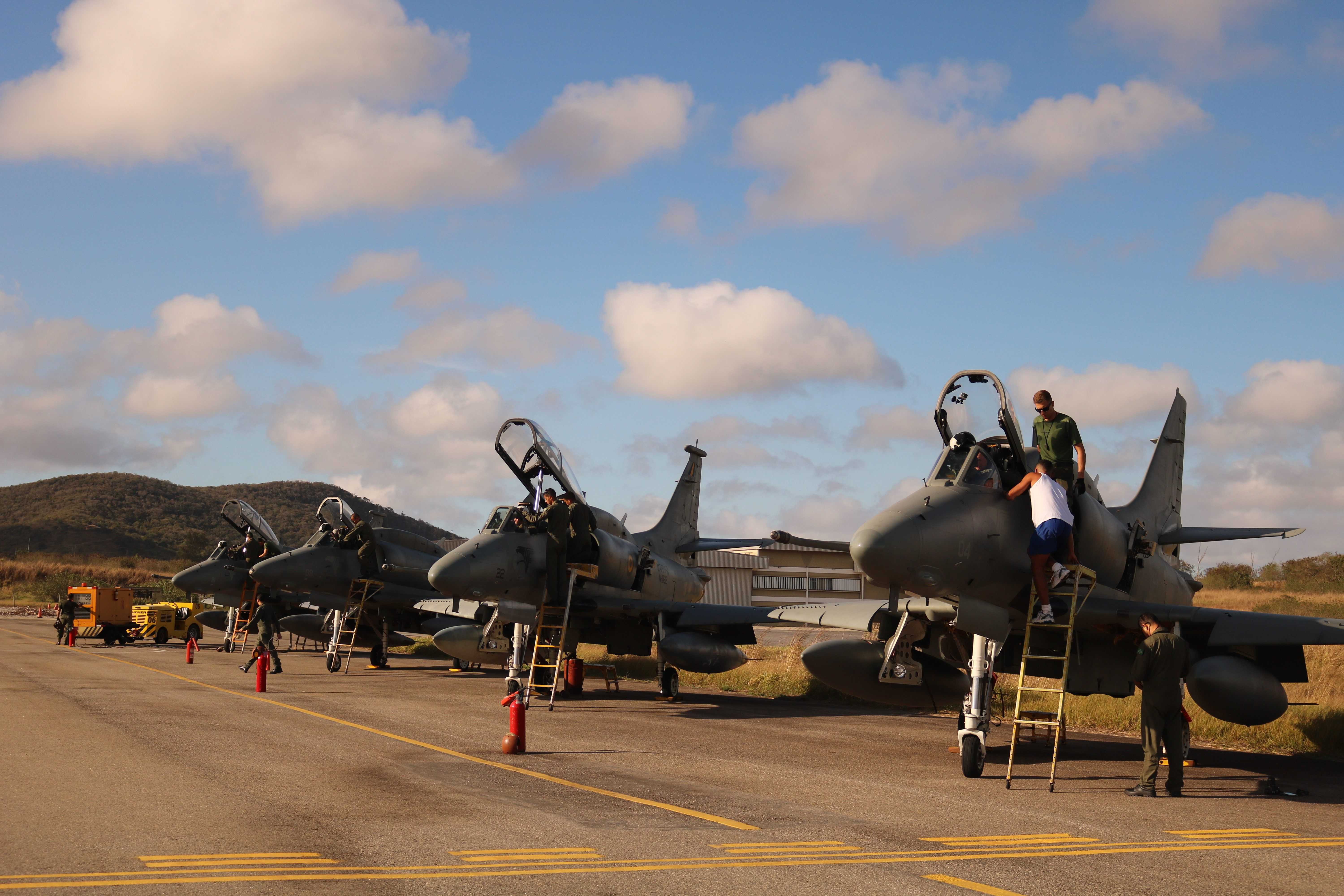
Skyhawks modernizados em terra

Os dois primeiros AF-1B modernizados, o N-1001 e N-1011, foram entregues em 2015 e 2016. Eles colidiram durante um treinamento em 26 de julho de 2016, a 44 quilômetros do litoral de Saquarema, Rio de Janeiro. O N-1011 foi perdido e seu piloto morreu, enquanto o N-1001 retornou à base e foi reparado pela Embraer. Assim, em 2017 o VF-1 operava com dois AF-1 e um AF-1A, às vezes com um AF-1 adicional, nenhum deles modernizado.
A desmobilização do São Paulo em 2017, após mais de uma década inoperante, colocou no limbo o futuro do VF-1. O que justifica a existência dessas aeronaves é o porta-aviões,:133 mas ele estava inoperante por mais de uma década, e agora não havia qualquer possibilidade de treinar as operações embarcadas no Brasil. As únicas opções seriam intercâmbios de pilotos nas marinhas dos Estados Unidos e França, únicos outros países com porta-aviões de sistema CATOBAR. Sem o treinamento, a proficiência dos pilotos nas operações embarcadas seria perdida e o esquadrão gradualmente se tornaria como qualquer unidade de caça baseada em terra, criando um argumento para sua desativação. A essa época a Marinha tinha planos para a versão naval do Gripen e a compra de um novo porta-aviões, mas a crise econômica nacional e as prioridades maiores (submarinos e fragatas) tornavam improvável sua realização.

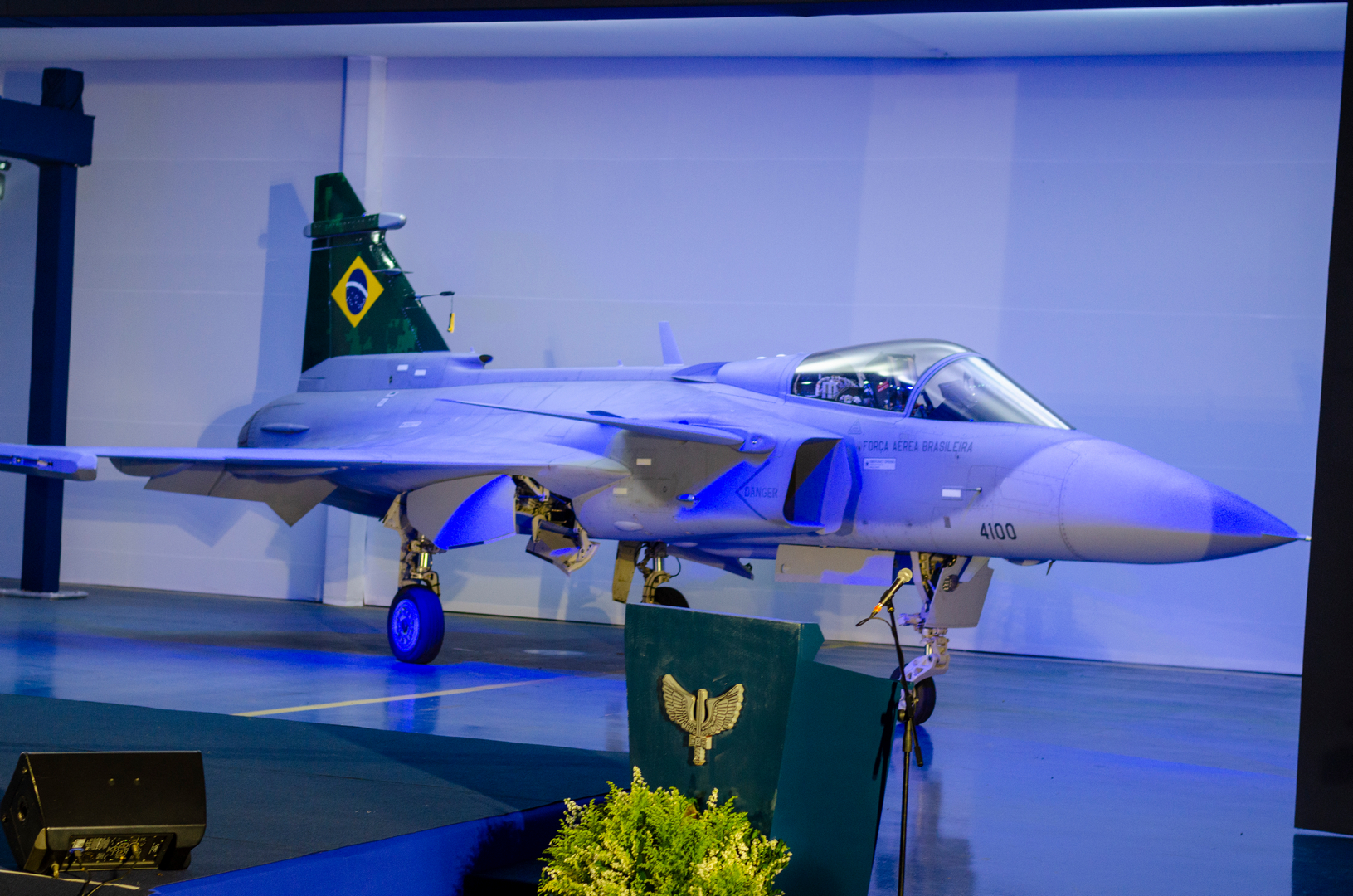
Gripen NG da FAB, sucessor hipotético do Skyhawk no VF-1

Os Skyhawks restantes não podem decolar do NAM Atlântico, comprado pela Marinha no lugar do São Paulo. A única opção para esse navio seria investir em jatos AV-8B Harrier de decolagem curta/vertical e em mudanças significativas no navio para poder operá-los. Em 2020 a Marinha ainda estudava o Gripen naval, que ficaria disponível ao final da década, ou o F/A-18 Hornet, obtido dos estoques aposentados dos Estados Unidos ou do Kuwait, na segunda metade da década. O avanço tecnológico seria grande, mas na ausência de um porta-aviões, há o risco de oposição da FAB, que se entende responsável por todos os jatos decolando de pistas em terra.
Em fevereiro de 2018, diante das restrições orçamentárias e da desativação do porta-aviões, o programa de modernização foi reduzido a apenas seis aviões (quatro AF-1B e dois AF-1C).:70 Contando o AF-1B perdido no acidente em 2016, foram sete jatos modernizados no total. O N-1013 saiu da pista da BAeNSPA em 21 de outubro de 2019 e foi danificado após um princípio de incêndio, mas foi recuperado com apoio da Embraer. O último dos seis aviões modernizados foi recebido em março de 2022. Seus números são o N-1001, N-1004, N-1008 e N-1013, para o AF-1B, e N-1021 e N-1022, para o AF-1C.:70 A expectativa em 2020 era de operar os Skyhawks até 2030.:70

## Funções

### Ambições de águas azuis

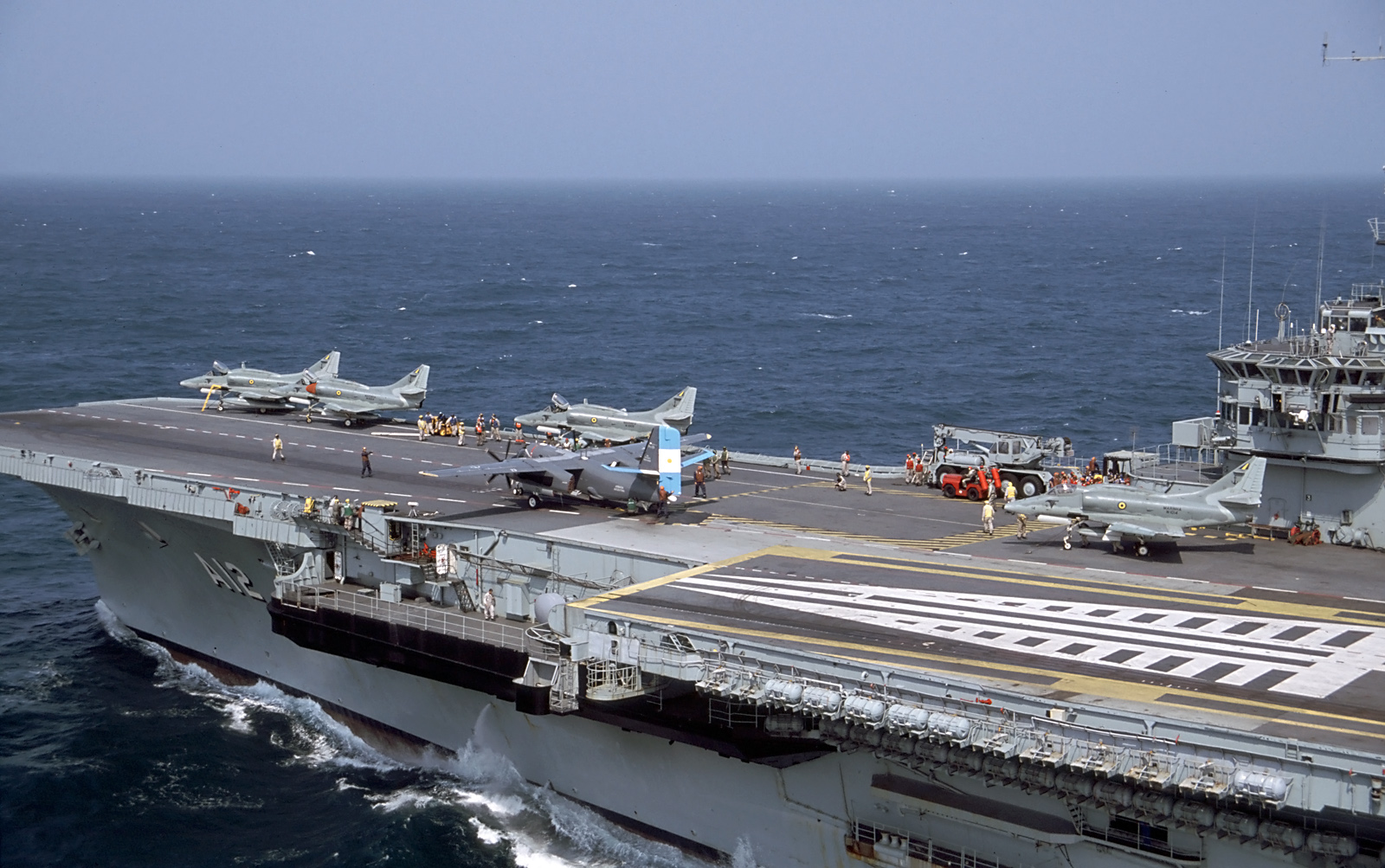
Skyhawks brasileiros e S-2 Tracker argentino no convoo do São Paulo

A Marinha conceitua as aeronaves de interceptação e ataque como parte da ala aérea embarcada de um navio-aeródromo, que, por sua vez, seria o núcleo de uma força naval. A ala aérea também incluiria aeronaves de alarme aéreo antecipado (airborne early warning, ou AEW), reabastecimento em voo, esclarecimento marítimo e guerra antissubmarino. Essa força poderia navegar distante do litoral e fornecer a defesa aeroespacial da esquadra, reagindo com suas aeronaves no menor tempo possível, o que não seria viável com a aviação baseada em terra.
As ameaças aéreas (aeronaves e mísseis) podem atingir a esquadra em poucos minutos, e portanto devem ser enfrentadas o mais longe possível dos navios. A defesa é “em camadas”, com mísseis superfície-ar e canhões dos navios e aeronaves de interceptação vetoradas por outras de AEW. Os interceptadores podem ficar em alerta no convoo ou em patrulha aérea de combate, que oferece melhor tempo de reação. Além da reação ao ataque, é preciso negar a informação ao adversário, impedindo seu esclarecimento aéreo, e atacar as ameaças aéreas na sua origem. Na ausência desses meios, as marinhas com poucos recursos ficam restritas à proximidade do litoral.:135-137 Dessa forma, o São Paulo e o VF-1 tornariam a MB uma marinha de águas azuis.
Os interceptadores precisam de aeronaves de reabastecimento em voo, para estender sua autonomia de voo, que é fator crucial,:136 e de aeronaves de AEW, que aumentam em até quatro vezes seu tempo de reação. Os radares dos navios podem realizar a busca aérea de volume e vetorar os interceptadores, mas seu horizonte para identificar mísseis e aeronaves voando baixo é menor. A Marinha planejou o 1.º Esquadrão de Aviões de Transporte e Alarme Aéreo Antecipado (EsqdVEC-1) para completar a ala aérea embarcada,:130 com a previsão de entrega de quatro C-1 Trader em 2021, mas o cronograma não foi cumprido e a Marinha cancelou o programa em 2023.

### Restrições e alternativas
A difícil manutenção do VF-1 e do São Paulo tornou inoperante a defesa aérea concebida.:137 Mesmo que houvesse um porta-aviões e uma quantia adequada de aeronaves para decolar dele, os Skyhawks comprados do Kuwait são aeronaves defasadas em armamento, recursos aviônicos e sensores,:64 dependendo da direção de radar externa para qualquer interceptação. O Skyhawk é um caça de segunda geração, enquanto as principais forças aéreas e marinhas do mundo já usam a quarta e quinta gerações.
A configuração básica de armamento é a mesma usada nos anos 1960 pelos Skyhawks americanos e em 1982 pelos argentinos. No caso americano, os esquadrões de Skyhawks sofreram pesadas baixas à defesa antiaérea inimiga nas suas campanhas de bombardeio sobre o Vietnã, e foi justamente esta experiência que ajudou a inspirar o desenvolvimento das munições guiadas ("inteligentes"). No caso argentino, os Skyhawks não tinham munições inteligentes e atacaram fragatas e navios de desembarque com bombas burras, que exigem sobrevoar o alvo e se expor a mísseis superfície-ar e artilharia antiaérea. Este tipo de ataque já era suicida em 1982 e é mais ainda no século XXI, diante de forças-tarefa navais com defesas antiaéreas em camadas, eficazes a grandes distâncias e altitudes. No combate ar-ar, os Skyhawks brasileiros não teriam melhor sorte: sua velocidade é subsônica, seus canhões serviriam à autodefesa, não à interceptação e seus mísseis, mesmo que de curto alcance, não foram repostos. O combate ar-terra, em apoio ao Corpo de Fuzileiros Navais, seria uma alternativa de emprego, mas também inexistem mísseis para tal missão.
Com novos armamentos, os AF-1B/C poderiam ser tão capazes quanto os F-5EM/FM modernizados da FAB. Mas a modernização não forneceu mísseis antinavio, bombas guiadas ou mísseis de 5.ª geração. Conforme a revista Asas, o armamento existente em 2020 “não está alinhado às tecnologias e demandas da guerra aérea moderna ou mesmo às capacidades instaladas no avião com o processo de modernização”.:68 A avaliação na revista Tecnologia & Defesa em 2017 era que o programa foi custoso e demorado e o resultado tem “pouca efetividade militar como sistema de armas”. InfoDefensa concluiu que "o A-4 brasileiro tem uma excelente visão de longo alcance e total compreensão dos fatos a sua volta, mas não pode atirar a distância que seus sensores enxergam, tampouco pode efetuar missões de defesa aérea". Diferentes autoridades navais contestaram os benefícios do programa, considerando as limitações da versão modernizada no ataque a alvos em superfície. Em comparação, até mesmo o treinador Pampa III da Força Aérea Argentina, uma aeronave inferior ao Skyhawk em performance, foi modernizado com bombas guiadas.
Na ausência de porta-aviões, o esquadrão ainda pode justificar sua existência no treinamento de uma massa crítica de pilotos de asas fixas e na função de "pastor", repassando a informação dos seus radares. Os AF-1B e AF-1C têm alcance de radar de 160 quilômetros para alvos navais,:68 alcançam o limite da zona econômica exclusiva em 30 minutos e podem operar juntamente com o radar do NAM Atlântico. Em missões de esclarecimento, podem livrar os helicópteros da Aviação Naval do trabalho de reconhecimento e diminuir os pedidos de auxílio aos aviões de alarme aéreo da FAB. O esquadrão ainda treina operações ar-ar e ambiciona integrar o sistema de alerta de defesa aéreo brasileiro, subordinado ao Comando de Operações Aeroespaciais (COMAE) da Aeronáutica.:70

### Exercícios militares

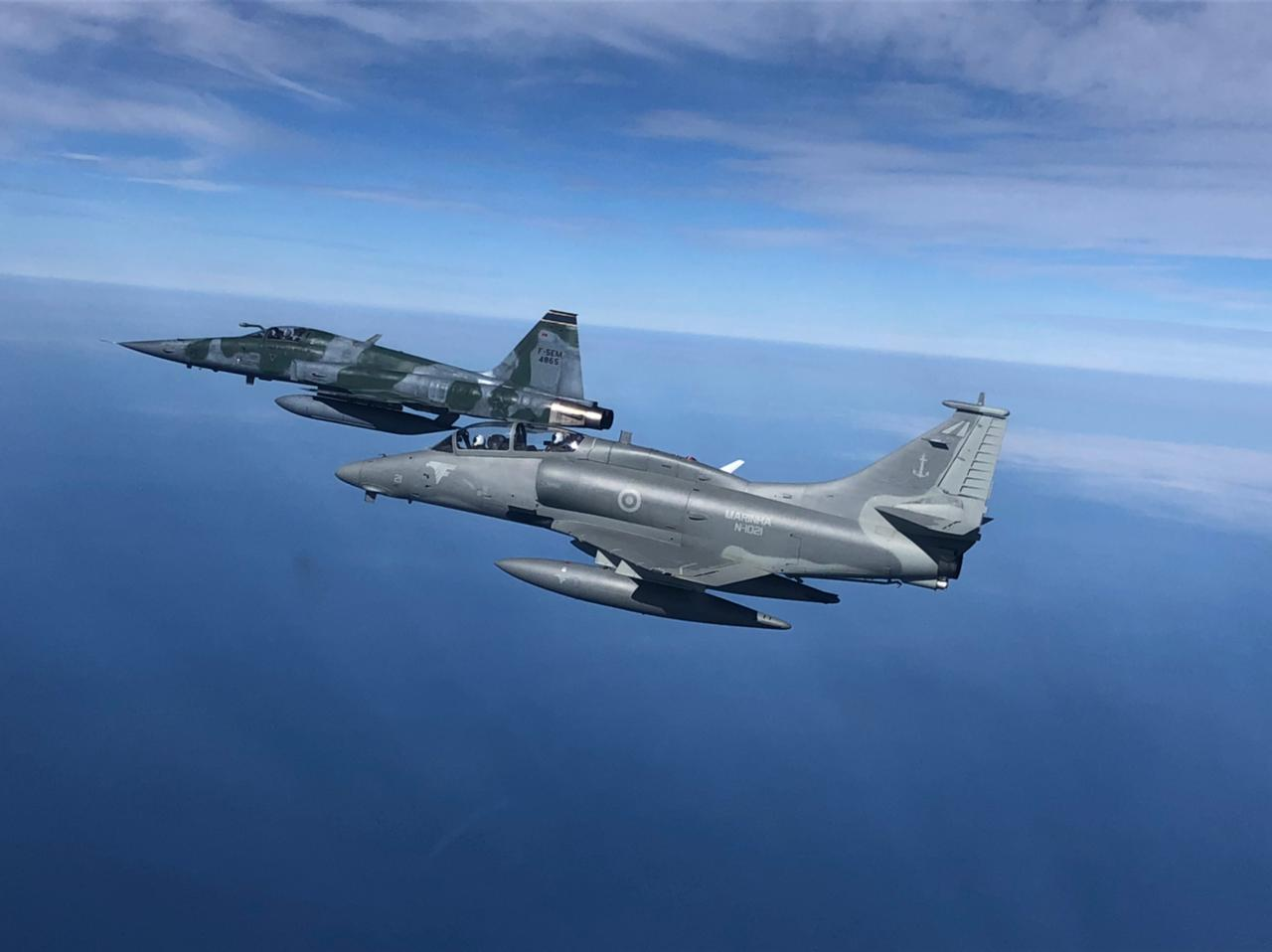
Treinamento conjunto de um AF-1C da Marinha com um F-5M da FAB

Sem adestramento contínuo, as habilidades de um aviador naval são rapidamente perdidas.:23 O esquadrão mantém uma rotina de voos operacionais e de treinamento. Na base em São Pedro de Aldeia, as campanhas de Preparação em Terra para Pouso em Navio (PTPN) preparam pilotos e Oficiais Sinalizadores de Pouso (OSP) para operações embarcadas. As campanhas de Emprego Ar-Solo ocorrem no Estande de Tiro de Maxaranguape, Rio Grande do Norte. Os lançamentos reais de bombas ocorrem duas vezes ao ano.:70 O esquadrão participa das principais operações de adestramento da Marinha, como a Aspirantex, Aderex, Fraterno, Dragão e Furnas. Na Operação Formosa, em Goiás, treina-se o apoio aéreo aproximado ao Corpo de Fuzileiros Navais.:70
Uma campanha de duração e mobilização logística típicas ocorreu de 5 de novembro a 20 de dezembro de 2019. A quantidade de localidades visitadas no curto espaço de tempo foi inédita: além da BAeNSPA, um AF-1B e AF-1C operaram das bases da FAB em Natal, Rio Grande do Norte, e Belém, Pará. Coordenando com os meios navais, alcançaram ilhas longínquas como o Atol das Rocas, Fernando de Noronha e o arquipélago de São Pedro e São Paulo. Os treinamentos com a FAB, especialmente no combate ar-ar dissimilar e reabastecimento em voo, são comuns.:70 O VF-1 frequentemente opera em Natal e já esteve em Santa Maria e Canoas, no Rio Grande do Sul, Santa Cruz, Rio Grande do Norte, Anápolis, Goiás e Campo Grande, Mato Grosso do Sul.:70 Um AF-1B e um AF-1C participaram do Exercício Multinacional Cruzex 2018, no qual a FAB hospedou aeronaves de treze países.